# 메구진 세울투
메구진 세울투(1133년 ~ 1196년)은 타타르족의 족장 중 한명이다.

## 생애
메구진 세울투는 타타르족의 족장 중 한명이었다. 1162년, 당시 타타르족의 족장이었던 테무진 우게가 몽골족의 예수게이에게 죽자 그 이후 타타르족의 족장이 되었다. 1171년에 예수게이를 독살하여 테무친과 원수가 된다. 타타르족의 세력이 강해지고 금나라 국경을 침범하자 1196년에 타타르족은 토그릴 완 칸, 테무친, 금나라 연합군의 공격을 받게 된다. 메구진 세울투는 연합군에 맞서 싸우다가 결국 사망하였고 타타르족은 패배하였다.